# Компания ООО "Эвэнт мьюзик"

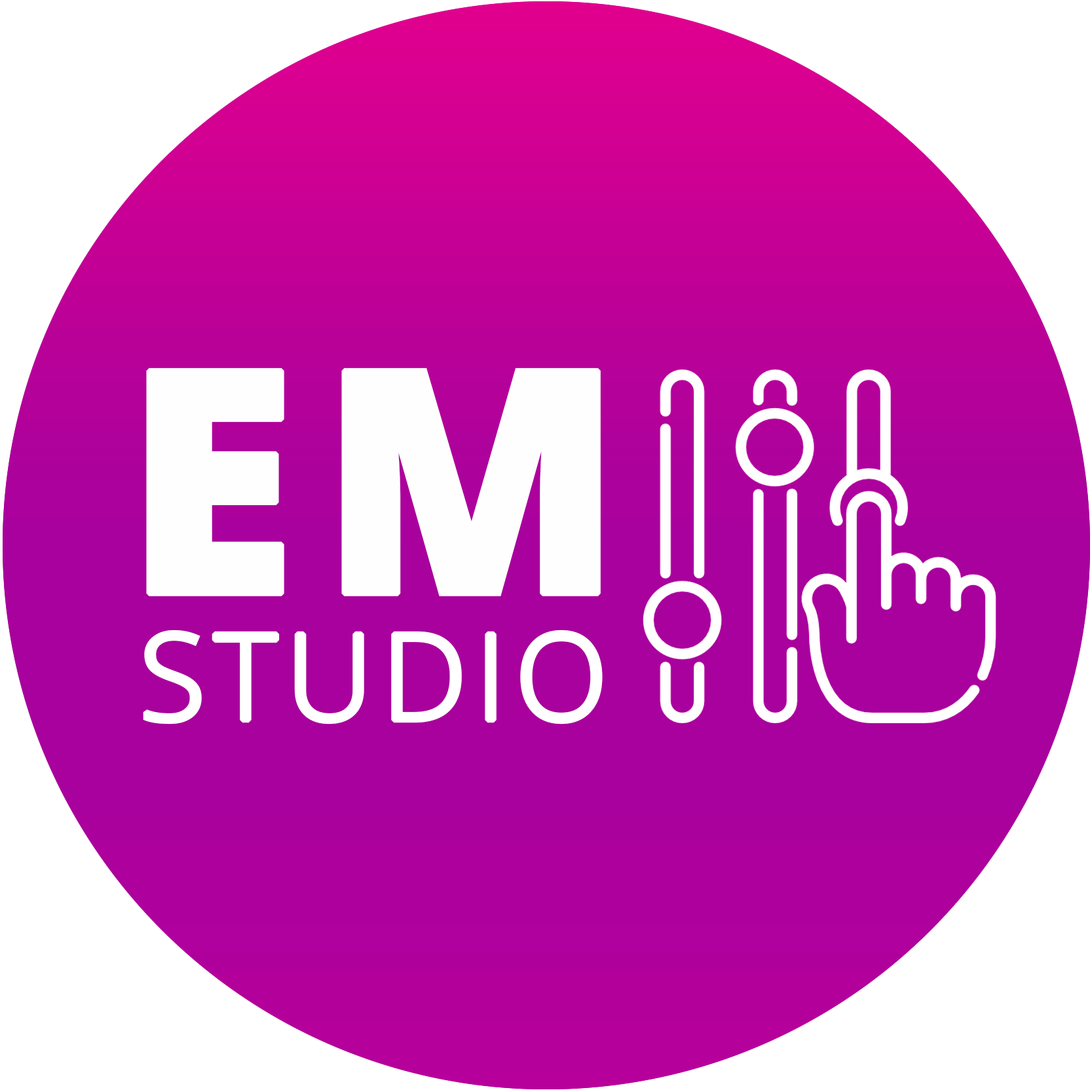
Тип: звукозаписывающая компания, ивент агентство и агентство по поиску талантов, рентал концертного оборудования
Основание: 23 Июля 2023 года
Название: Event Music"
Основатель: Трипузов Игорь
Расположение: Республика Беларусь, г. Минск, Ул. Петра Глебки-64А
Трипузов Игорь (основатель и учредитель)
Трипузов Игорь (генеральный директор)
Александров Виктор (Соучредитель)
Сайт: event-music.by

Event music — (Общество с ограниченной ответственностью «Эвэнт мьюзик»; — Белорусская ивент компания, основанная в 2023 году Белорусским звукорежиссером и шоуменом Трипузовым Игорем Олеговичем. с 2023 по 2024 год компания работала как звукозаписывающая компания и ивент агентство талантов, компания специализируется так же по организации мероприятий и организации концертов и активно их проводит.
Event music так же имеет на базе компании кавер-группу Event Music Band вокалистом которой является Виктор Александров — автор и исполнитель собственных песен и музыки. С 2024 года компания активно начала развиваться и расширять сферу своего бизнеса в сфере шоу бизнеса, развлечений и проката концертного оборудования.
Начиная с 2024 года компания Event Music занимается организацией больших фестивалей и концертов, в том числе концертов ко дню Независимости Республики Беларусь, ко дню 9 мая — концерт посвящённый дню победы в Великой отечественной войне над Немецко фашистскими захватчиками.
Участие в Республиканских социальных проектах таких как «Библионочь 2025»

Так же компания Event Music имеет ряд благодарностей за помощь в организации и проведении концертов и мероприятий.

Компанию основал в июле 2023 года звукорежиссер, художник по свету и шоумен в одном лице - Игорь Олегович Трипузов. С момента основания компании её название было неизменно - Event Music. офис компании располагается в Минске на мансардном этаже здания где одновременно располагается и студия звукозаписи, репетиционная студия и арт пространство компании.
В начале 2024 года Event Music вышла на новый уровень развития, и на сегодняшний день активно занимается организацией концертов и различных мероприятий, звукозаписью, постановкой световых шоу, предоставлением концертного оборудования.